# Stiepurino (rejon kiczmiengsko-gorodiecki)
Stiepurino (ros. Степурино) – wieś w Rosji, w rejonie kiczmiengsko-gorodieckim obwodu wołogodzkiego. W 2010 r. liczyła 8 mieszkańców.